# Anoplodactylus perissoporus
Anoplodactylus perissoporus is een zeespin uit de familie Phoxichilidiidae. De soort behoort tot het geslacht Anoplodactylus. Anoplodactylus perissoporus werd in 2007 voor het eerst wetenschappelijk beschreven door Arango & Krapp. 